# Photinophyllum subbasilare
Photinophyllum subbasilare là một loài rêu trong họ Rhizogoniaceae. Loài này được (Hook.) Mitt. mô tả khoa học đầu tiên năm 1868.